# Сен-Веран (Француска)
Сен-Веран насеље је и истоимена општина у департману Горњи Алпи, у југоисточној Француској, у регионалном парку природе Кеирас.
Налази у француским Алпима и представља општину на највећој надморској висини у Француској и Европи. Сен-Веран је треће село према висини у Европи, после Трепале у Италији и Јуфа у Швајцарској.